# الخداريش (عبس)

تعديل مصدري - تعديل

الخداريش هي إحدى قرى عزلة الوسط بمديرية عبس التابعة لمحافظة حجة، بلغ تعداد سكانها 135 نسمة حسب تعداد اليمن لعام 2004.